# Sidi Boumehdi
Sidi Boumehdi (franska: Sidi Boumehdi (CR), Sidi Boumehdi (Commune Rurale), arabiska: سيدي أحمد الخدير) är en kommun i Marocko.   Den ligger i provinsen Settat och regionen Casablanca-Settat, i den norra delen av landet, 150 km söder om huvudstaden Rabat. Antalet invånare är 4 832.